# Лесной Вьяс
Лесной Вьяс — село в Лунинском районе Пензенской области. Входит в состав Большевьясского сельсовета.

## География
Село расположено в северной части области на расстоянии примерно в 25 километрах по прямой к северо-востоку от районного центра Лунино.
Часовой пояс
Село Лесной Вьяс как и вся Пензенская область, находится в часовой зоне МСК (московское время). Смещение применяемого времени относительно UTC составляет +3:00.

## Население
| 1710  | 1713  | 1747  | 1782  | 1864  | 1877 | 1897  |
| ----- | ----- | ----- | ----- | ----- | ---- | ----- |
| 381   | ↗386  | ↗570  | ↗800  | ↗1089 | ↘944 | ↗1084 |
| 1911  | 1926  | 1930  | 1959  | 1970  | 1979 | 1989  |
| ↗1476 | ↗1531 | ↘1524 | ↗1598 | ↘1217 | ↘984 | ↘835  |
| 1996  | 2002  | 2010  |       |       |      |       |
| ↘832  | ↘777  | ↘693  |       |       |      |       |

Национальный состав
Согласно результатам переписи 2002 года, в национальной структуре населения русские составляли 96 % из 777 чел..